# Гвідо Де Феліп
Гвідо Де Феліп (італ. Guido De Felip, 21 вересня 1904 — 21 вересня 1968) — італійський академічний веслувальник.
Олімпійський чемпіон 1920 року в складі розпашної двійки зі стерновим.